# Portal Tomb von Athenree

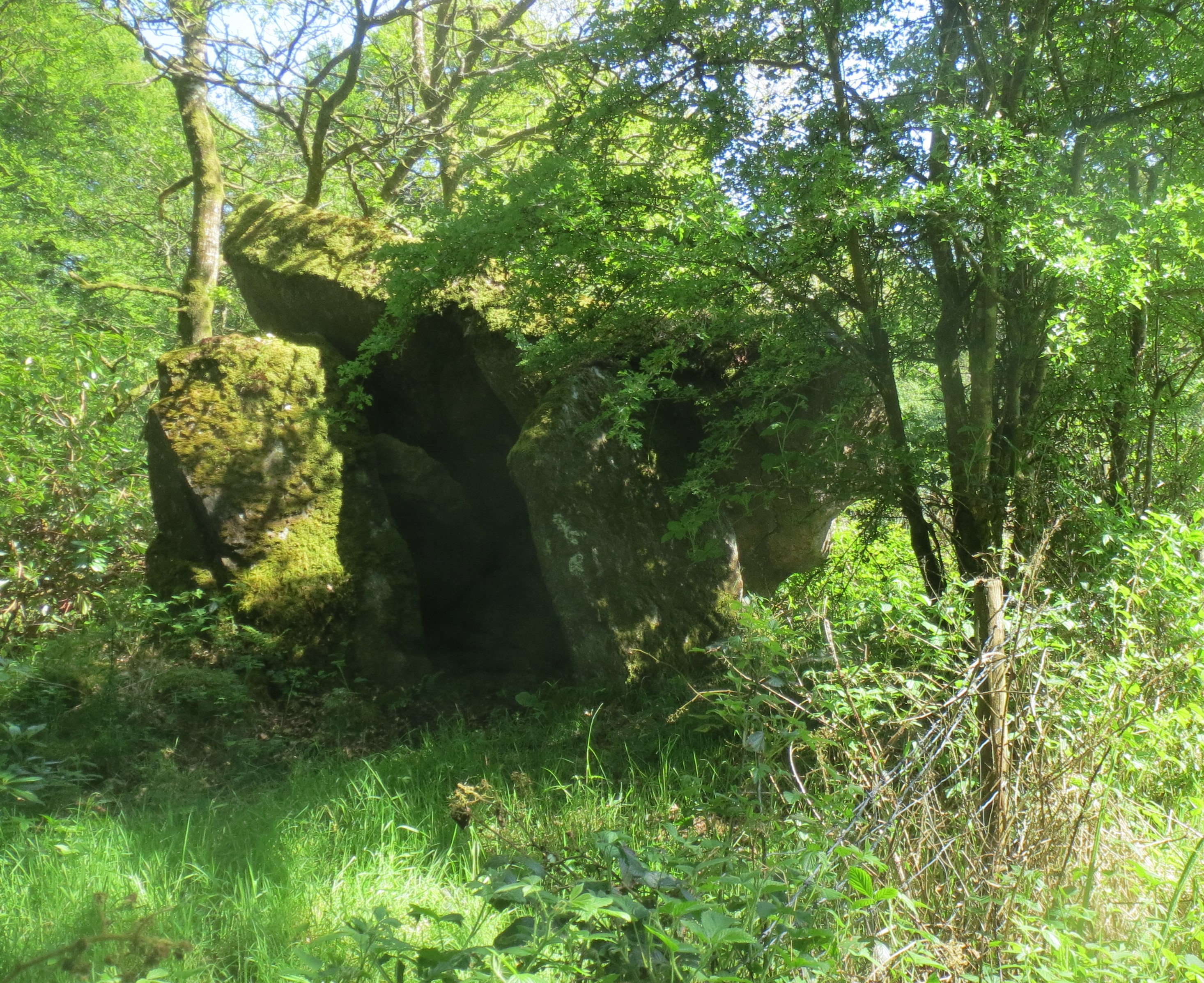
Portal Tomb von Athenree

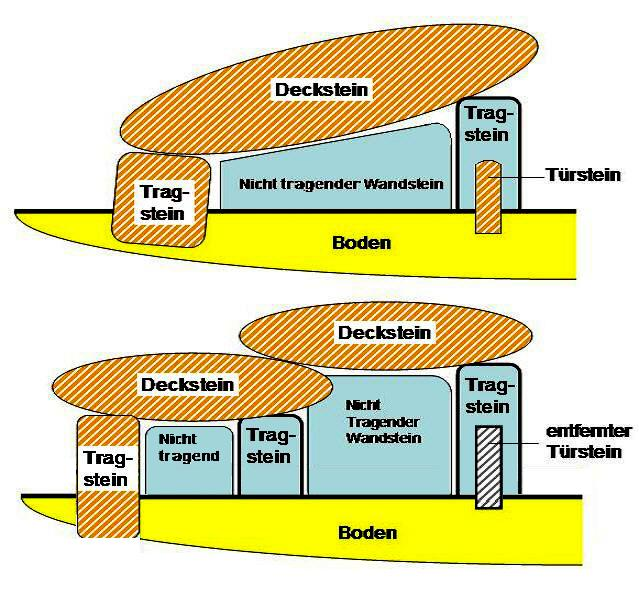
Schema Portal Tomb - Athenree entsp. dem oberen Bild

Das Portal Tomb von Athenree (irisch Achadh an Rí; deutsch „Feld des Königs“) liegt östlich von Omagh und Carrickmore, auf dem Grundstück des Termon House im County Tyrone in Nordirland. Als Portal Tombs werden Megalithanlagen auf den Britischen Inseln bezeichnet, bei denen zwei gleich hohe, aufrecht stehende Steine mit einem Türstein dazwischen, die Vorderseite einer Kammer bilden, die mit einem zum Teil gewaltigen Deckstein bedeckt ist.
Das Portal Tomb ist in der Vergangenheit verstürzt, als einer der beiden hinteren Tragsteine zerbrach, wodurch einer der beiden Portalsteine verschoben wurde und der große Deckstein etwas verrutscht ist. Dieser Deckstein ist einer der flächenmäßig größten auf einem Portal Tomb in Nordirland.
Portal Tombs stammen aus dem irischen Neolithikum (3000 bis 2000 v. Chr.) und kommen sowohl in der Osthälfte Irlands als auch in Cornwall und Wales vor. Ihre Kammern sind verhältnismäßig klein, da viele Anlagen aus sehr massiven Blöcken gebaut sind.